# التهاب العين
التِهاب العين أو الرَّمَد (بالإنجليزية: Ophthalmia)‏ هو التهابٌ في العين، ويُعتبر علامةً طبية قد تُشير إلى حالاتٍ مُختلفة، ومنها الرمد التعاطفي (التهاب كلتا العينين والذي يتبع ضربةً في عينٍ واحدة)، والرمد بالمكورات البنية (يتبع الإصابة بالنيسرية البنية)، والتراخوما (الرمد مصر)، والرمد الوليدي (التهاب الملتحمة في حديثي الولادة؛ نتيجةً لأحد مسببات الأمراض السابقة)، والرمد الضوئي، والتهاب الملتحمة السفعي (هو التهابٌ يحدثُ بسبب التعرض الطويل للأشعة فوق البنفسجية)، بالإضافة إلى حالاتٍ أُخرى.

## حالات مُصابة ملحوظة
- كان أريستودوس، وهو قبطان إسبارطي أثناء غزو الفرس الثاني لليونان، مصابًا بالرمد، وبالتالي كانَ غيرَ قادرٍ على القتال في معركة ترموبيل، ومع ذلك، فقد قاتلَ بشجاعةٍ ومات في معركة بلاتيا، ونظرًا لإصابته بالرمد، وتغيبه عن المعركة الأولى، لم يُدفن بحقوق الجنازة المُناسبة لكابتن اسبارطي.[4]
- كتب شيشرون، في الأول من مارس 49 ق.م إلى أتيكوس أنه يعاني من الرمد.[5]
- إراتوستينس، عالم جغرافيا وعالم رياضيات يوناني، أُصيب بالرمد مع تقدمهِ في السن، وأصبح أعمى بحوالي عام 195 قبل الميلاد، مما أدى إلى تثبيط عزيمته وتسبب في تجويعه نفسه طوعًا حتى الموت. توفي في عام 194 قبل الميلاد عن عمر يناهز 82 عامًا.[6]
- حنبعل، فقد البصر في عينه اليُمنى عام 217 قبل الميلاد، وكان من المُحتمل أن يكون مُصابًا بالرمد، ولقد فقد بصره عند عبوره منطقة مستنقع في مسيرة استمرت أربعة أيام عبر الماء في وقتٍ مُبكر من حملته الإيطالية.
- الملك يانغ الأعمى، والذي توفي في معركةٍ عام 1346 عن عمرٍ يناهز 50 عامًا بعد إصابته بالعمى لمدة عشر سنوات، حيثُ فقد بصره نتيجةً للرمد.
- عانى كريستوفر كولومبوس من الرمد في وقتٍ مُتأخرٍ من حياته، وقد كان الرمد مرضًا شائعًا بين البحارة، ومن المحتمل أن يكون مرتبطًا بعوز فيتامين سي أو سوء التغذية. في كتاب البنائين الزنوج والأبطال (Negro Builders and Heroes) لبنجامين براولي، في الفصل المعنون «إيقاظ سفينة العبودية»، وصف بنجامين هذه الحالة بأنها تُصيب السفن العابرة، وفي بعض الأحيان الطاقم بأكمله والعبيد الأسرى.
- إليزابيث بلاكويل، أول طبيبة في الولايات المتحدة، فقدت عينها بسبب الإصابة بالرمد القيحي، والذي أصابها من طفلٍ رضيع مُصابٍ بعدوى في العين، وذلك أثناء عملها في باريس في لا أمريتيتي (1849)، وبعد فقدانها عينها لم تعد قادرة على العمل كجراحة.
- عانى الملحن الإسباني والعازف الإغريقي فرانسيسكو تاريغا أيضًا من إصابته بالعمى، وقد تعرض لضعفٍ خطير بعد حدثٍ طفولي رضوي في خمسينيات القرن التاسع عشر.
- ريتشارد هنري دانا الأصغر، وهو مُؤلف الكتاب الكلاسيكي الأمريكي قبل عامين من الصاري (Two Years Before the Mast) في عام 1840، كان قد حدث لديه ضعف في العينين، وذلك بعد إصابته بالحصبة بينما كان طالبًا في كلية هارفارد، وفي محاولة لعلاج حالته، قام برحلةِ إبحارٍ لمدة عامين من بوسطن إلى كاليفورنيا عبر كيب هورن، والتي قدمت الخبرات لمذكراته، وكان قد شُفيَّ من المرض.
- إدوارد راشتون، وهو شاعر أعمى عاشَ في القرن الثامن عشر، وكان قد أسسَ أول مدرسة للعمي في المملكة المتحدة عام 1776، ويعتقد أنه كان مُصابًا بالرمد بينما كان يأكل مع العبيد الذي ساعد في نجاتهم.[7]
- وايلد بيل هيكوك، 1876، وقد شُخصً بواسطة طبيب في مدينة كانزاس سيتي بولاية ميسوري، وهو في عُمر 39 عامًا فقط، وكانت صحته وقدرته على الرماية في انخفاضٍ مُستمرٍ واضح.